# Tanorus bibax
Tanorus bibax är en nattsländeart som beskrevs av Schmid 1989. Tanorus bibax ingår i släktet Tanorus och familjen Hydrobiosidae. Inga underarter finns listade i Catalogue of Life.